# Eustreptospondylus
 Eustreptospondylus  („gut gebogener Wirbel“) ist eine Gattung theropoder Dinosaurier innerhalb der Megalosauridae. Das bis etwa sieben Meter lange Tier lebte im Gebiet des heutigen Englands zur Zeit des Mitteljura („Dogger“). Es wurde ein vollständiges Skelett nahe Oxford gefunden, damit stellt Eustreptospondylus den am besten erhaltenen Fund eines Theropoden in Europa dar.

## Forschungsgeschichte

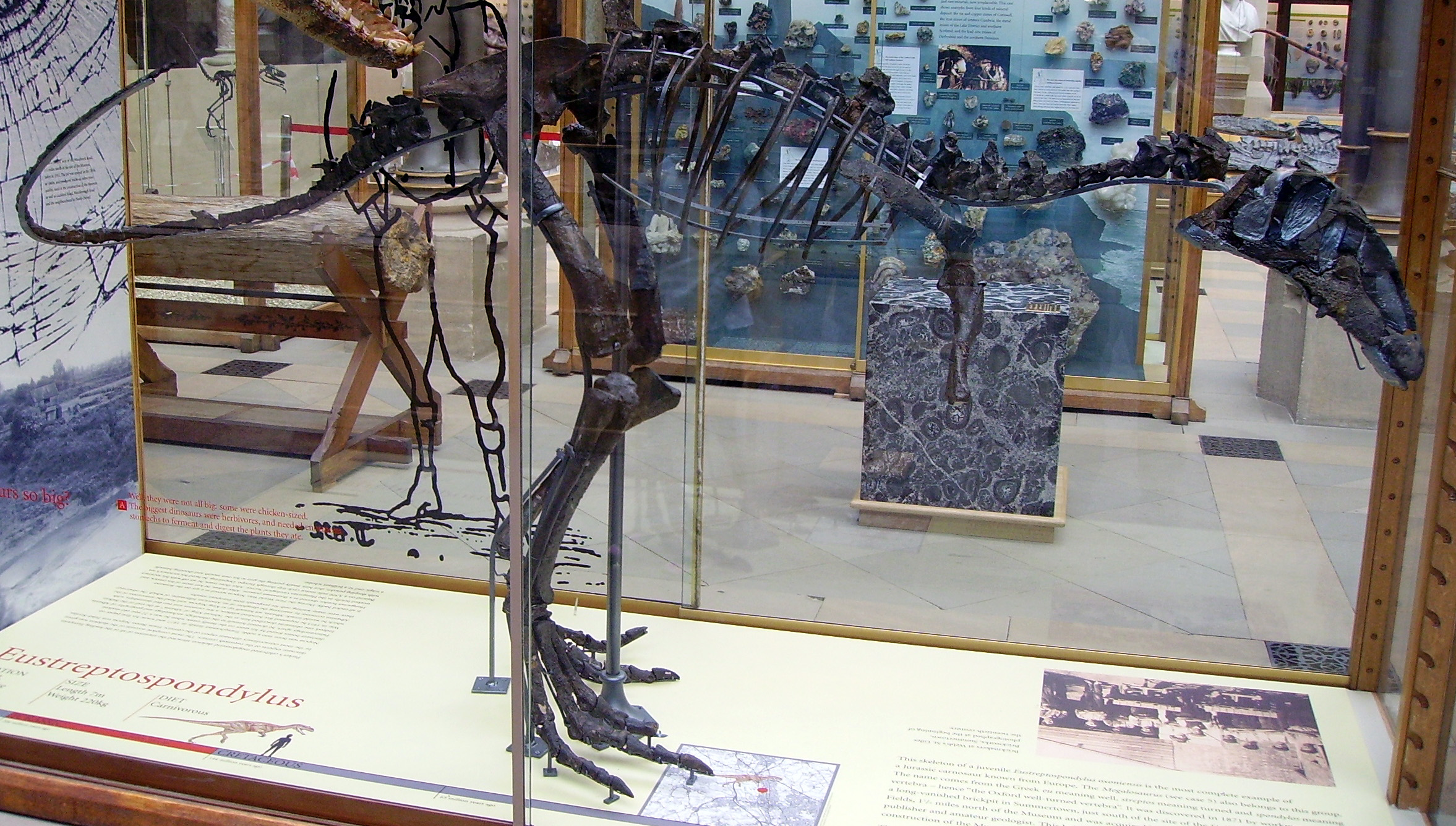
Unvollständiges Skelett von Eustreptospondylus

Lange Zeit wurden seine Überreste wie die vieler anderer europäischer Theropoden der Jurazeit der Gattung Megalosaurus zugeordnet. Eine Überarbeitung erfolgte durch Alick Walker, der aufgrund anatomischer Unterschiede eine eigenständige Gattung aufstellte. Der bereits früher für Überreste dieses Tieres verwendete Name Streptospondylus war jedoch schon für eine andere Gattung vergeben worden, die ursprünglich als Krokodil angesehen wurde, deren Arten aber wohl diversen anderen Taxa angehören. Daher wurde der Name Eustreptospondylus gewählt.